# 620 Drakonia
620 Drakonia је астероид главног астероидног појаса са средњом удаљеношћу од Сунца која износи 2,435 астрономских јединица (АЈ).
Апсолутна магнитуда астероида је 11,28 а геометријски албедо 0,060.